# Alcidodes ocellatus
Alcidodes ocellatus es una especie de escarabajo del género Alcidodes, familia Curculionidae. Fue descrita científicamente por Roelofs en 1893.
Se distribuye por Filipinas, en la isla Luzón y Provincia de Nueva Vizcaya.